# The Killers (Hemingway)
The Killers ('De Doders') is een kortverhaal van Ernest Hemingway, dat in 1927 eerst in 'Scribner's Magazine'. verscheen. Het zou een van Hemingways beroemdste en meest gelezen kortverhalen worden dat ook verschillende malen verfilmd werd. De bekendste versie is de film noir The Killers uit 1946.
Hoeveel Hemingway ontving voor zijn literaire bijdrage in Scribner's Magazine is onbekend, maar volgens sommige bronnen zou het 200 dollar zijn. Historici hebben een aantal documenten waaruit blijkt dat de werktitel van het stuk 'The Matadors' was op basis van een eerste verhaal 'A Matter of Colour'. Na Scribner's werd het verhaal gepubliceerd in Men Without Women, The Snows of Kilimanjaro and Other Stories en The Nick Adams Stories. De satirische beschrijving van menselijke ervaringen rond eeuwige thema's als de dood, vriendschap en het zoeken van een doel in het leven hebben bijgedragen aan het succes van "The Killers".

## Inhoud
In het verhaal treedt Nick Adams op, een beroemd personage uit Hemingways kortverhalen. Hemingway beschrijft hier Adams' levensfase van tiener naar volwassene. De plot draait om een paar criminelen die in een restaurant op zoek gaan naar een bokser, Ole Andreson of 'de Zweed', met de bedoeling hem te doden. De Zweed leeft ondergedoken, vermoedelijk als gevolg van het niet nakomen van een gearrangeerd gevecht.

## Adaptaties
Het kortverhaal van Hemingway was de basis voor zes films en een stripverhaal:
- The Killers (1946), met Burt Lancaster en Ava Gardner
- The Killers (1956), een kortfilm van Andrei Tarkovsky
- The Killers (1964), met Lee Marvin, Ronald Reagan en Angie Dickinson
- The Killers (1998), een kortfilm van Todd Huskisson
- The Killers (2001),een kortfilm van Jae Yu
- The Killers (2003), een kortverhaal manga van Mamoru Oshii en Mamoru Sugiura.
- "The Killers" (2008), Een kortfilm van J.P. Russell en Peter Murphy, geproduceerd door de University of Wisconsin–Oshkosh Film Society